# Rowlandius marianae
Espèce
Rowlandius marianae est une espèce de schizomides de la famille des Hubbardiidae.

## Distribution
Cette espèce est endémique de la province de Guantánamo à Cuba,. Elle se rencontre à San Antonio del Sur dans la Sierra de Mariana.

## Description
Les mâles mesurent de 2,81 à 3,03 mm et les femelles de 3,08 à 3,36 mm.

## Publication originale
- Teruel, 2003 : Adiciones a la fauna cubana de esquizómidos, con la descripción de un nuevo género y nueve especies nuevas de Hubbardiidae. (Arachnida: Schizomida). Revista Ibérica de Aracnología, vol. 7, p. 39–69 (texte intégral).